# Сорозеро (озеро, Вологодская область)
Сорозеро — озеро в России, располагается на территории Белозерского района Вологодской области.
Площадь водной поверхности озера равняется 1,72 км². Уровень уреза воды находится на высоте 140 м над уровнем моря. Площадь водосборного бассейн озера составляет 15,2 км².
Код объекта в государственном водном реестре — 08010200311110000004004.